# Kępa Lubawska
Kępa Lubawska est une localité polonaise de la gmina de Pacanów, située dans le powiat de Busko en voïvodie de Sainte-Croix.